# Sibel Kekilli
Sibel Kekilli, inizialmente nota con lo pseudonimo di Dilara (Heilbronn, 16 giugno 1980), è un'attrice ed ex attrice pornografica tedesca.

## Biografia
Nasce nel Baden-Württemberg da una famiglia musulmana di immigrati turchi, giunti nell'allora Germania Ovest nel 1977.
Abbandonati gli studi all'età di sedici anni, una volta raggiunta la maggiore età si trasferisce nella città di Essen dove, dopo aver svolto saltuariamente diversi lavori, nei primi anni 2000 appare in vari film porno sotto lo pseudonimo di "Dilara"; nel 2003 Kekilli inizia a battersi pubblicamente contro l'invasività dei mass media nella vita delle persone, dopo che il giornale tedesco Bild aveva reso noto il suo breve passato di attrice hardcore.
Passata definitivamente a ruoli mainstream, Kekilli diventa famosa nel 2004 per l'interpretazione di Sibel Güner nella pellicola La sposa turca di Fatih Akın. In seguito, negli anni 2010 ricopre il ruolo della concubina Shae nella serie statunitense Il Trono di Spade, e la parte di Sarah Brandt nella serie tedesca Tatort.

## Filmografia parziale

### Filmografia tradizionale

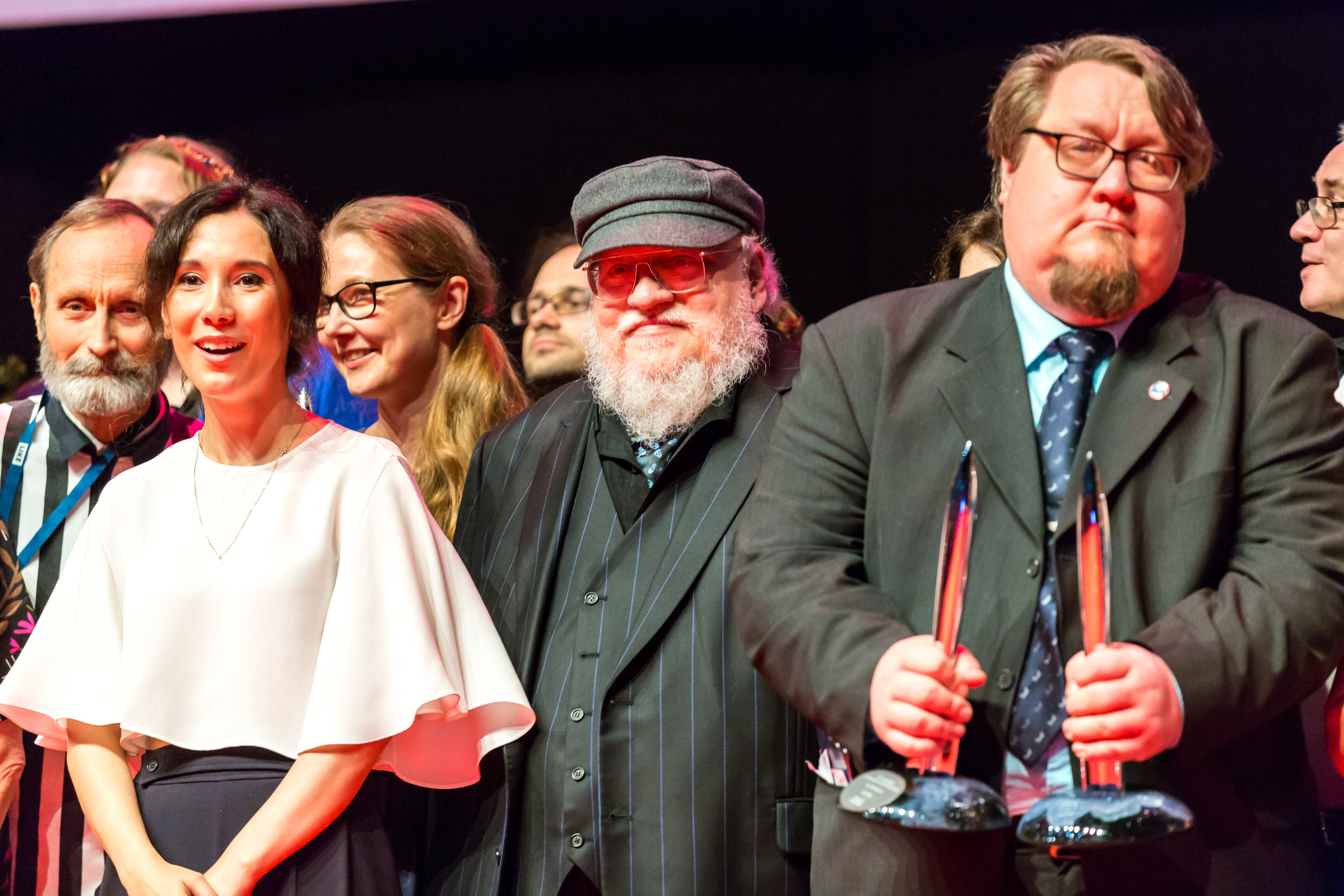
Sibel Kekilli, George R. R. Martin e Jukka Halme a Helsinki nel 2017 per il Premio Hugo.

#### Cinema
- La sposa turca (Gegen die Wand), regia di Fatih Akın (2004)
- Kebab Connection, regia di Anno Saul (2004)
- Winterreise, regia di Hans Steinbichler (2006)
- Fay Grim, regia di Hal Hartley (2006)
- Der letzte Zug, regia di Joseph Vilsmaier e Dana Vávrová (2006)
- Eve dönüs, regia di Ömer Ugur (2006)
- Pihalla, regia di Tony Laine (2009)
- Die Fremde, regia di Feo Aladag (2010)
- Berlin, I Love You, registi vari (2019)

#### Televisione
- Nachtschicht – serie TV, 1 episodio (2009)
- Gier – serie TV, 2 episodi (2010)
- Der Kommissar und das Meer – serie TV, 1 episodio (2010)
- Squadra Omicidi Istanbul (Mordkommission Istanbul) – serie TV, 1 episodio (2010)
- Il Trono di Spade (Game of Thrones) – serie TV, 20 episodi (2011-2014)
- Tatort – serie TV, 14 episodi (2010-2017)

### Filmografia pornografica
- Diva-Diva (2000)
- Das Beste aus Teeny Exzesse 8 (2001)
- Kesse Bienen (2001)
- Lollipops 16 (2002)
- Casa Rosso Amsterdam (2002)
- Sibel - die wahre Sex-Diva (2002)

## Doppiatrici italiane
Nelle versioni in italiano delle opere in cui ha recitato, Sibel Kekilli è stata doppiata da:
- Laura Latini in La sposa turca
- Valentina Mari ne Il Trono di Spade

## Riconoscimenti
- Festival internazionale del cinema di Adalia
  - 2006 – Migliore attrice per Eve Dönüs